# Pierre Lagrange
Ne doit pas être confondu avec Hugues Lagrange.
Pour les articles homonymes, voir Lagrange.
 (janvier 2013).
Pierre Lagrange, né le 12 décembre 1963 à Auch (Gers), est un sociologue des sciences français. 

## Biographie
Pierre Lagrange entame des études de psychologie à l'Université Paris-V René-Descartes. À l'occasion de son service civil, il travaille au sein de l'association Pandore créée par Bruno Latour.[réf. nécessaire]
De 1986 à 1996, il travaille au Centre de sociologie de l'innovation (CSI) à l'École des mines de Paris.[réf. nécessaire]
En 1990, il obtient le diplôme de l'École des hautes études en sciences sociales (EHESS) puis, en 1991, un diplôme d'études approfondies (DEA) sous la direction de Luc Boltanski au sein du Groupe de sociologie politique et morale (EHESS).[réf. nécessaire]
Entre 1990 et 1992, il réalise sous la direction de Bruno Latour une étude sociologique sur les parasciences dans le cadre d'un contrat passé entre le Ministère de la recherche et l'École des Mines [Armines]).[réf. nécessaire]
En 1992, il entame une thèse sur la sociologie des parasciences sous la direction de Bruno Latour à l'EHESS (interrompue à la suite de problèmes de santé).[réf. nécessaire]
En 1997, il travaille pour Canal+ comme consultant dans le cadre de la préparation d'un programme consacré aux ovnis (la Nuit extraterrestre, diffusée en juin 1997). 
Il donne des cours, séminaires et conférences dans diverses universités (Lausanne, Genève, Avignon, Paris 8 etc).[réf. nécessaire]
Il organise en 2001 un colloque sur les parasciences pour l'Université de Genève.[réf. nécessaire]
En 2002, il devient chercheur associé au sein du LAHIC et, en 2006, membre du Comité d'experts du GEIPAN (Groupe d'études et d'informations sur les phénomènes aérospatiaux non identifiés) du CNES (Centre national d'études spatiales).[réf. nécessaire]
En 2009, il soutient sa thèse à l'EHESS dans le cadre d'un doctorat en anthropologie sociale sous la direction de Daniel Fabre. 
De 2011 à 2016, il enseigne l'anthropologie sociale à l'École d'Art d'Avignon. 
Depuis 2018, il est chargé de cours de « Cultures visuelles » à l'université de Lille.[réf. nécessaire]
Il est chercheur associé au Laboratoire Interdisciplinaire d'études sur les réflexivités (LIER, EHESS). 

## Thèmes de recherche
Formé aux science studies, Pierre Lagrange s'appuie sur les travaux d'ethnologues comme Jack Goody (auteur de La Raison graphique), Jeanne Favret-Saada, ou des travaux de Bruno Latour sur la production des faits scientifiques. Il étudie la distinction entre pensée scientifique et pensée magique (le « grand partage ») dans le cadre des controverses scientifiques. 
Ces controverses peuvent aborder des objets au statut marginal, comme les ovnis, les phénomènes parapsychologiques, les animaux mystérieux, ou, plus généralement, certaines controverses technologiques actuelles (par exemple sur certains effets difficiles à évaluer, effets des lignes à haute tension, des portables etc). 
Il s'agit de discuter les explications souvent rencontrées dans les publications sociologiques sur les « croyances » : explications au sujet de l'influence du contexte ou de la culture (la guerre froide et la science-fiction auraient, selon de nombreux sociologues, provoqué la « rumeur visionnaire » des soucoupes).

### Roswell
Dans son ouvrage La rumeur de Roswell, il cherche à démontrer que rien ne permet d'accuser d'irrationalité ceux qui croient à la thèse de la chute d'un engin extraterrestre en 1947 à Roswell. Leur raisonnement repose, selon lui, sur les mêmes bases que celui qui ne croit pas à cette thèse. 
Dans un autre livre, consacré à l'émission d'Orson Welles sur l'invasion de la Terre par les martiens diffusée en octobre 1938, Lagrange considère que la vraie question n'est pas de savoir pourquoi les gens ont cru à l'émission mais de s'interroger sur la construction collective de notions comme celles de « panique », d'« hystérie de masse » et sur la façon dont cette émission et les réactions qu'elle a suscitées ont été mobilisées pour renforcer et diffuser l'image d'un public naïf et crédule.

### Pseudosciences
La question des « pseudosciences » présente pour lui un autre intérêt lié à la multiplication, depuis quelques décennies, des débats publics sur certaines questions scientifiques ou techniques (par exemple les effets des lignes à haute tension, les conséquences de certains rayonnements, etc). Ces phénomènes présentent en effet des caractéristiques assez proches des phénomènes paranormaux : difficulté à établir la preuve, confrontation plus ou moins brutale entre l'expertise scientifique et les témoignages de « victimes », etc.
Selon lui, la discussion a longtemps été réduite à une opposition entre la pensée scientifique et la pensée magique. Et la solution proposée a souvent consisté à demander aux sociologues d'expliquer « pourquoi les gens croient à des choses qui n'existent pas ». 
Si cette approche pouvait sembler justifiée dans le cas de l'étude des seuls phénomènes paranormaux, en oubliant les arguments scientifiques qui leur sont opposés, Lagrange en voit les limites lorsqu'on réintroduit dans la description du débat l'ensemble des acteurs et des arguments (« croyants » et « sceptiques »), ou lorsqu'il s'agit de rendre compte des débats qui se multiplient aujourd'hui à propos des risques technologiques. On assiste en effet de plus en plus à une remise en cause des experts et à la multiplication d'acteurs nouveaux : associations de malades, lanceurs d'alerte, etc.. Les critères de ces experts ne peuvent donc être utilisés pour rendre compte de la controverse, ils doivent au contraire être décrits et expliqués tout autant que les prises de position des non experts.
Lagrange conclut que les pseudosciences n'existent pas et que l'irrationnel est une invention, car « pour qu'il y ait des parasciences, il faudrait qu'il y ait des sciences telles qu'on en décrit dans les livres d'épistémologie et les dictionnaires rationalistes. Des sciences dures, rationnelles, insensibles aux modes et aux tendances de la société, à la pensée droite et sans bavure. Or, ces sciences, c'est désormais certain, n'existent pas » ».
Il propose donc, comme cela est fait habituellement dans l'analyse des débats scientifiques (ondes gravitationnelles, neutrinos, etc), de faire évoluer les principes d'analyse de ces sujets aux marges des sciences et techniques. Lagrange s'est interrogé sur les conséquences de cette évolution dans le chapitre méthodologique de sa thèse de doctorat. 
Il y a deux conséquences :
D'une part, il semble que l'idée d'étudier dans les mêmes termes, dans le même cadre d'analyse, les propos des acteurs scientifiques et non scientifiques soit pour beaucoup de sociologues une véritable tache aveugle. Plongés eux-mêmes dans un univers de références scientifiques, ils n'imaginent même pas qu'il soit possible d'adopter une quelconque distance méthodologique avec cet univers. Et cela conduit les sociologues à maintenir les « croyances » qu'il étudient à bonne distance, en les choisissant dans d'autres cultures éloignées dans l'espace ou dans le temps. Pourtant, des « croyances » comme les ovnis ou le paranormal présentent un intérêt tout particulier, celui d'obliger le chercheur à élaborer un langage qui soit capable de traiter à la fois ce qu'on qualifie de savoir et ce qu'on qualifie de croyances (deux sujets renvoyés traditionnellement à deux types différents de spécialistes, les épistémologues et les sociologues de la croyance, qui ont recours à deux types d'explications diamétralement opposées, internalistes pour les sciences, externalistes pour les croyances). Jusqu'ici la plupart des chercheurs en sciences sociales se sont intéressés à des croyances sans rapport avec les sciences, croyances au sein de cultures non occidentales, croyances religieuses, etc. Du coup, la comparaison avec les savoirs scientifiques pouvaient être ignorée. En choisissant d'étudier des « croyances » actuelles, mêlées de controverses scientifiques, les sciences ne peuvent être laissées de côté. De nouvelles contraintes apparaissent, liées au type d'explication à fournir.
Deuxième conséquence : celle de ne plus mettre le chercheur à l'abri des acteurs qu'il étudie. Lagrange constate qu'un ethnologue qui étudiait autrefois les « primitifs » courait rarement le risque d'être contredit par ces derniers. Dans les années 1970 encore, lorsque Jeanne Favret-Saada étudiait la sorcellerie en France, elle ne risquait guère d'être confrontée aux paysans victimes de sorts lorsqu'elle donnait ses cours en amphi. Aujourd'hui, constate-t-il, les sociologues doivent souvent répondre aux questions que les acteurs leur retournent à propos de leurs analyses, que ce soit dans les débats sur les risques technologiques ou dans les controverses sur les ovnis ou les phénomènes paranormaux.

## Publications
Pierre Lagrange a développé les points qui précèdent dans le cadre de plusieurs livres et articles.
Il commence en 1990 par publier deux articles dans les revues d'anthropologie Terrain et Communications, consacré au début de la controverse sur les soucoupes volantes et au travail des ufologues. 
En 1993, il dirige un numéro de la revue Ethnologie française sur le thème « sciences-parasciences : preuves et épreuves ». On y retrouve des articles de Simon Schaffer, Bertrand Méheust, Michel Pierssens, Geneviève Delbos, Trevor Pinch et Harry Collins, Francis Chateauraynaud et Christian Bessy, Isabelle Stengers.
En 1996, il publie La Rumeur de Roswell. Il retrace l'histoire des débats à propos des prétendus crashs de soucoupes volantes écrasées et récupérées en secret par l'armée américaine. Cette thèse a fait l'objet de controverses médiatiques depuis le début des années 1950. Elle s'est installée dans la mémoire collective à la suite de la publicité faite à l'affaire de Roswell lors de la publication du premier livre sur ce cas en 1980 et à la suite du débat généré par le premier rapport de l'armée de l'air américaine en 1994.
En 2003, il publie un guide touristique de la planète Mars ainsi qu'un ouvrage sur Nostradamus en compagnie de l'historien Hervé Drévillon.
En 2005, il publie chez Robert Laffont, La Guerre des mondes a-t-elle eu lieu ?, un livre consacré à l'analyse de la prétendue panique déclenchée par l'émission d'Orson Welles annonçant une invasion martienne le 30 octobre 1938. Dans ce livre, il déconstruit l'argument de la panique provoquée par l'émission, en faisant l'historique des textes qui lui ont été consacrés pour montrer que cet argument résulte d'une accumulation de faits mal vérifiés. Il n'y a pas eu de panique, du moins certainement pas de l'ampleur décrite par tous les auteurs qui se sont succédé depuis 1938. La seule « panique » rencontrée est celle des élites qui, depuis la fin du XIXe siècle, ne cessent de craindre des débordements de foules incontrôlables, et qui ont donné lieu à la production de toute une gamme d'explications des comportements collectifs.
En 2007, il publie Ovnis : ce qu'ils ne veulent pas que vous sachiez. Ce livre est consacré également au développement, en France, de discours à propos de prétendus complots destinés à cacher au public la « vérité » sur les ovnis. Ces discours ne sont pas seulement développées par des groupes d'ufologues « marginaux », mais aussi par des ingénieurs et des militaires et par les rationalistes pour lesquels il existe un complot contre la raison. Ces rationalistes, qui combattent des croyances comme celles de Roswell, sont bien souvent les adeptes de la théorie d'un complot contre la Raison, contre le savoir. Ils réactualisent alors la vieille théorie du complot de l'Église contre Galilée qui aurait visé à empêcher la diffusion du savoir scientifique.
Pierre Lagrange est aussi l'auteur d'autres articles dans le cadre de revues académiques (Prétentaine, etc ), dans des ouvrages collectifs universitaires et dans la presse générale (Libération, Le Figaro, Science et Avenir, Pour la Science, etc.). Il a aussi publié des articles dans certains magazines et fanzines consacrés aux ovnis, au paranormal ou à la science-fiction (Ovni-Présence, le bulletin de l'Association d'études des soucoupes volantes (AESV), Anomalies, Cahiers de l'AFIS, Inforespace, la revue de la SOBEPS, International UFO Reporter, publié par le Center for UFO Studies, Bifrost, etc. ).

## Livres publiés

### Auteur ou coauteur
- La Rumeur de Roswell, Paris, Éditions la Découverte, 1996.
- avec Clarisse Le Friant et Guillaume Godard, Sont-ils parmi nous ? La nuit extraterrestre, préface de Michel Royer, Paris, Gallimard, coll. « Découvertes Gallimard Hors série », 1997.
- avec Hervé Drévillon, Nostradamus. L'éternel retour, Paris, Gallimard, coll. « Découvertes Gallimard / Histoire » (no 433), 2003.
- (dir.), Noirs complots, Les Belles Lettres, 2003 - anthologie de nouvelles de fantastique et de science-fiction consacrée à des complots de fiction
- La guerre des mondes a-t-elle eu lieu ?, Paris, Robert Laffont, 2005.
- Ovnis. Ce qu'ILS ne veulent pas que vous sachiez, Paris, Presses du Chatelet, 2007.

### Autre
- texte présenté et annoté: Gray Barker, Ils en savaient trop sur les soucoupes volantes, traduit de l'anglais, États-Unis, par Vincent Carénini (They Knew Too Much About Flying Saucers), Paris, Presses du Châtelet, 2002.
- texte revu présenté et annoté: John A. Keel, La Prophétie des ombres, traduit de l'anglais, États-Unis, par Benjamin Legrand (The Mothman Prophecies), Paris, Presses du Châtelet, 2002.

Introduction
- Karl Pflock, Roswell. L'Ultime Enquête, Éditions Terre de Brume, 2007.

## Principaux textes dans des revues/livres à comité de lecture
- « L'affaire Kenneth Arnold. Note sur l'art de construire et de déconstruire quelques soucoupes volantes », Communications n° 52, novembre 1990, pp. 283-309.
- « Enquêtes sur les soucoupes volantes. La construction d’un fait aux États-Unis (1947) et en France (1951-54) », Terrain, Carnets du Patrimoine Ethnologique n° 14, mars 1990, p. 92-112.
- « Une collection inqualifiable. La controverse sur l'authenticité de Glozel », Ethnologie française vol. 23, n° 3, septembre 1993, p. 399-426 (en collaboration avec Christian Bessy et Francis Chateauraynaud).
- « Les extraterrestres rêvent-ils de preuves scientifiques ? », Ethnologie française vol. 23, n° 3, septembre 1993, p. 428-458.
- « Définitions occultes », in Bernadette Bensaude-Vincent et Christine Blondel (ed), Les Savants et l'occulte, Paris, La Découverte (en collaboration avec Patrizia D'Andrea)
- « Diplomats Without Portfolios. The Question of Contact with Extraterrestrial Civilizations », in Bruno Latour et Peter Weibel (ed.), Making Things Public, MIT Press, 2005, p. 90-97.
- « Close Encounters of the French Kind: The Saucerian Construction of “Contacts” and the Controversy over Its Reality in France », in Diana G. Tuminia, Alien Worlds : The Social and Religious Dimensions of UFO Phenomena, Syracuse, NY, Syracuse University Press, 2007, p. 153-190.
- « Les controverses sur l’Atlantide », in Claudie Voisenat (dir.), Imaginaires archéologiques, Paris, Editions de la Maison des Sciences de l’Homme, 2008, p. 209-235.
- « Propositions pour repenser la sociologie de la croyance. L’analyse des débats sur les ovnis et sur le programme Seti », Prétentaine n° 25/26, juin 2009, p. 272-317.
- « The Ghost in the Machine. How Sociology Tried to Explain (Away) American Flying Saucers and European Ghost Rockets, 1946-1947 », in Alexander Geppert (ed.), Imagining Outer Space, European Astroculture in the Twentieth Century, New York, Macmillan, 2012, p. 224-244.
- « Pourquoi les croyances n’intéressent-elles les anthropologues qu’au-delà de deux cents kilomètres ? », Politix vol. 25, n° 100, 2012, p. 201-220.
- « Qui croit aux petits hommes verts ? De l’iconoclasme sociologique aux cultures visuelles », in Gil Bartholeyns (dir.), Politiques visuelles, Paris, Les Presses du Réel, p. 229-271.

## Autres textes
- « Arnold, Kenneth », in James Lewis (ed.), UFOs and Popular Culture: An Encyclopedia of Contemporary Myth, Santa Barbara, ABC Clio, 2001, p. 31-36.
- « The Sociology of Ufology », in James Lewis (ed.), UFOs and Popular Culture: An Encyclopedia of Contemporary Myth, Santa Barbara, ABC Clio, 2001, p. 272-275.
- « Atlantide », « Cœlacanthe », « Extraterrestres », « Fort, Charles », « New Age », « Ovni », « Parapsychologie », « Parasciences », « Seti », « Triangle des Bermudes », « Welles », « Wells », « X-Files », Entrées pour Nicolas Witkowski (éd.), Dictionnaire culturel des sciences, Le Seuil-Editions du Regard, 2001.
- « Pierre Guérin, porte parole des soucoupes », Science Frontières n° 71, janvier 2002, p. 16-21.
- « Flammarion » in Patrick Sbalchiero (dir.), Dictionnaire de l'extraordinaire chrétien, Paris, Fayard, 2002, p. 298-300.
- « Union rationaliste » in Patrick Sbalchiero (dir.), Dictionnaire de l'extraordinaire chrétien, Paris, Fayard, 2002, p. 828-830.
- « Quels arguments opposer aux amateurs de conspirations ? », Mouvements n° 24, novembre-décembre 2002, p. 113-119.
- « “Les soucoupes volantes existent-elles ?” Comment la science se sépare de l’opinion. », in Gérard Azoulay (éd.), L’Espace habité, Paris, CNES/Observatoire de l’Espace, 2008, p. 25-30.
- « Les extraterrestres et la fin de la croyance populaire », in Patrick Gyger et Roland Lehoucq (ed), Sciences et science-fiction, Paris, Universcience Editions/Editions de la Martinière, p. 135-143.